# FDP-Bundesparteitag 1978
Koordinaten: 50° 0′ 8″ N, 8° 16′ 33″ O

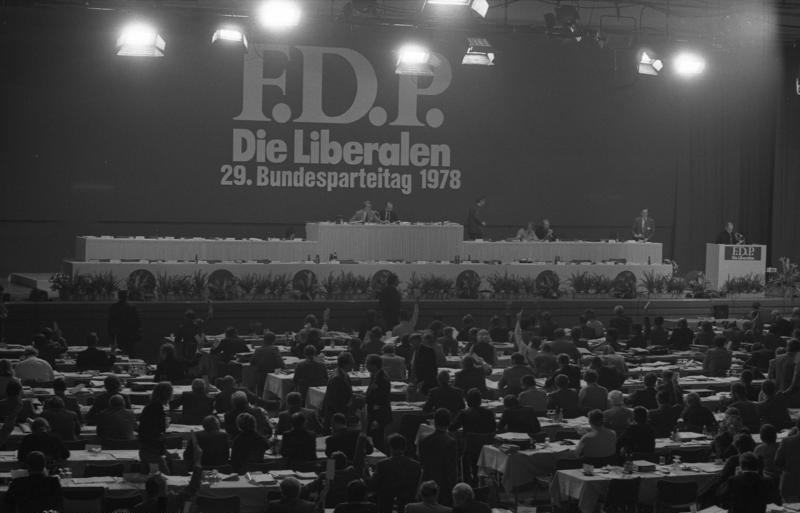
Blick in die Rheingold-Halle in Mainz

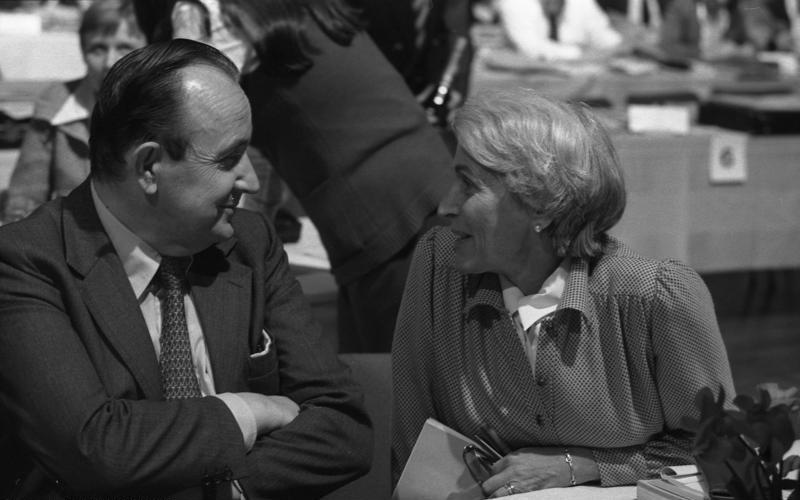
Hans-Dietrich Genscher und Hildegard Hamm-Brücher

Den Bundesparteitag der FDP 1978 hielt die FDP vom 12. bis 14. November 1978 in Mainz in der Rheingoldhalle ab. Es handelte sich um den 29. ordentlichen Bundesparteitag der FDP in der Bundesrepublik Deutschland.

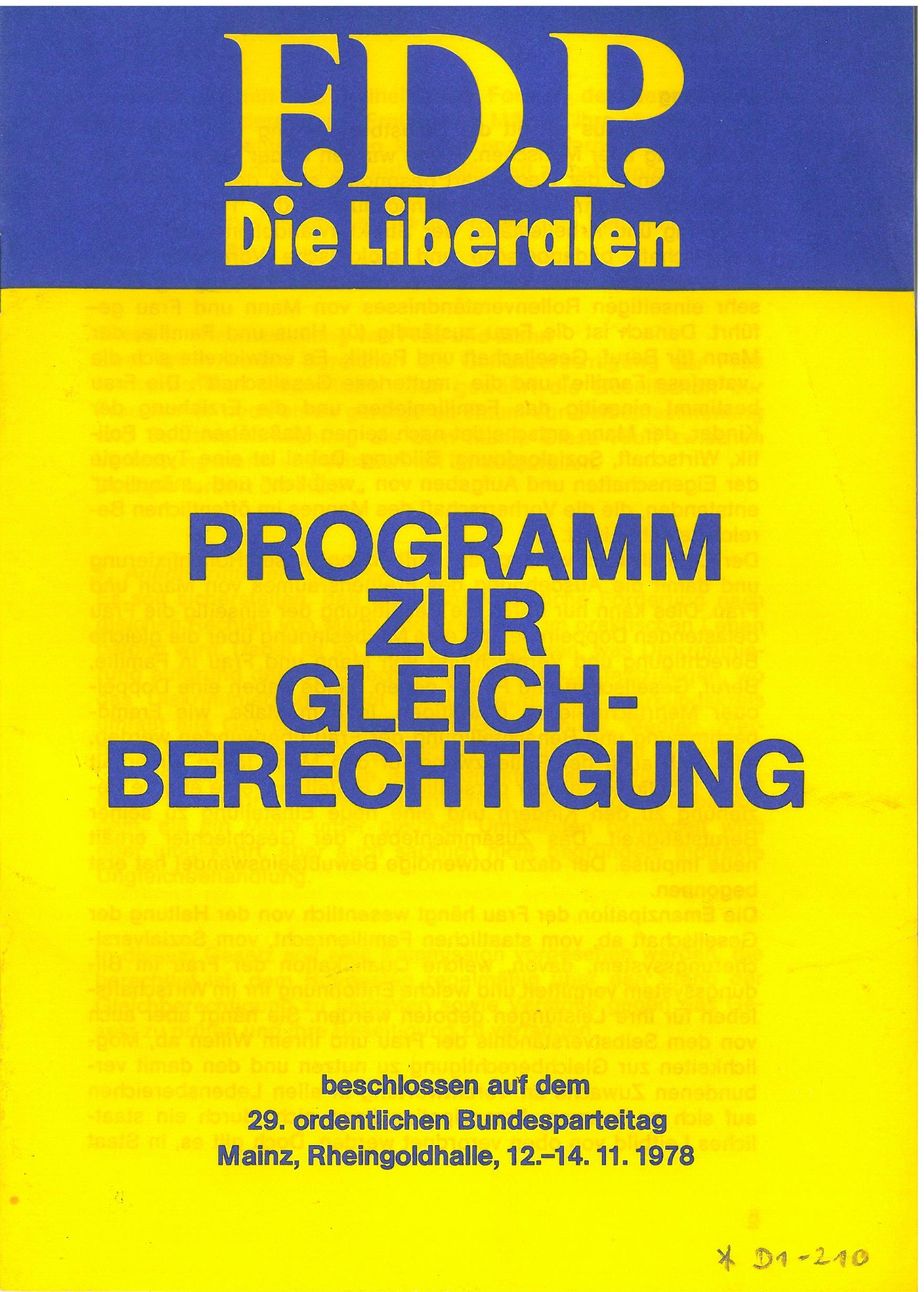
Programm zur Gleichberechtigung

## Beschlüsse
Der Parteitag verabschiedete ein Programm zur Gleichberechtigung. Er fasste Beschlüsse zum sogenannten Schnellen Brüter, zur Energiepolitik, zur Novellierung des Gesetzes gegen Wettbewerbsbeschränkungen und des Gesetzes gegen unlauteren Wettbewerb, er erhob Forderungen zum Schutz liberaler Freiheitsrechte bei der Einstellung von Bewerbern für den öffentlichen Dienst und verfasste Thesen zur Stärkung des freiheitlichen Rechtsstaates.

## Bundesvorstand
Zum neuen Generalsekretär wurde Günter Verheugen gewählt.
Dem Bundesvorstand gehörten nach der Neuwahl 1978 an:
| Vorsitzender                 | Hans-Dietrich Genscher |
| Stellvertretende Vorsitzende | Liselotte Funcke, Wolfgang Mischnick, Uwe Ronneburger |
| Schatzmeister                | Heinz-Herbert Karry |
| Beisitzer im Präsidium       | Gerhart Baum, Horst-Jürgen Lahmann, Josef Ertl |
| Generalsekretär              | Günter Verheugen |
| Beisitzer im Bundesvorstand  | William Borm, Hans A. Engelhard, Georg Gallus, Ekkehard Gries, Martin Grüner, Helmut Haussmann, Burkhard Hirsch, Heinrich Jürgens, Detlef Kleinert, Werner Klumpp, Wolfgang Lüder, Ingrid Matthäus-Maier, Gerhard Moritz Meyer, Jürgen Morlok, Neithart Neitzel, Ursula Redepenning, Horst Ludwig Riemer, Hans Wolfgang Rubin, Helmut Schäfer, Theo Schiller, Andreas von Schoeler, Hans-Otto Scholl, Helga Schuchardt, Jürgen Schweinfurth |